# Aneka
Aneka, echte naam Mary Sandeman, (Edinburgh in Schotland, 20 november 1954) is een Brits zangeres.

## Levensloop en carrière
Mary Sandeman werd geboren in Schotland in 1954. In 1981 nam ze de disco-song Japanese Boy op. De single stond in verschillende landen op nummer 1 in de hitlijsten. De opvolger van deze single werd Little Lady. Deze single haalde ook nog toptiennoteringen in Duitsland en Oostenrijk. In totaal bracht Aneka 6 singles uit, alvorens haar popcarrière vaarwel te zeggen in 1984. Sandeman ging terug naar haar muzikale roots: de Schotse folkmuziek.
Sandeman is gescheiden van Angus, die arts was. Ze hadden twee zonen Duncan and Iain. Haar broer David kwam in 1975 om het leven bij een vliegtuigongeluk.

## Discografie
| Single met hitnotering(en) in de Vlaamse Ultratop 50 | Datum van verschijnen | Datum van binnenkomst | Hoogste positie | Aantal weken | Opmerkingen          |
| ---------------------------------------------------- | --------------------- | --------------------- | --------------- | ------------ | -------------------- |
| Japanese Boy                                         | 1981                  | 12-09-1981            | 1               | 13           | in de Radio 2 Top 30 |
| Little Lady                                          | 1981                  | 21-11-1981            | 14              | 9            | in de Radio 2 Top 30 |

| Single met eventuele hitnotering(en) in de Nederlandse Top 40 | Datum van verschijnen | Datum van binnenkomst | Hoogste positie | Aantal weken | Opmerkingen |
| ------------------------------------------------------------- | --------------------- | --------------------- | --------------- | ------------ | ----------- |
| Japanese Boy                                                  | 1981                  | 29-08-1981            | 7               | 7            |             |
| Little Lady                                                   | 1981                  | 5-12-1981             | 32              | 3            |             |
| Ooh Shooby Doo Doo Lang                                       | 1982                  | 22-05-1982            | tip             |              |             |

- Bibsys: 9033903
- Gemeinsame Normdatei: 134315138
- International Standard Name Identifier: 0000 0000 5629 9073
- Library of Congress Control Number: no2008118519
- MusicBrainz: f6360bae-a26c-48e1-8d16-847620e4bf03
- Nederlandse Thesaurus van Auteursnamen: 095764879
- Virtual International Authority File: 79573959